# President Wilson (Schiff)
Die President Wilson war ein Passagierschiff, das 1948 für die US-amerikanische American President Lines in Dienst gestellt wurde. Das Schiff blieb für die Reederei bis 1970 im Dienst. Anschließend wurde es nach dreijähriger Liegezeit nach Asien verkauft, wo es noch bis 1975 im Einsatz stand. 1984 wurde das Schiff in Hongkong abgewrackt. Ursprünglich sollte die President Wilson als Transportschiff fertiggestellt werden. Ihren Namen hat sie von Woodrow Wilson, dem 28. Präsidenten der USA. 

## Planung und Bau
Das Schiff wurde ursprünglich von der United States Maritime Commission in einer Serie von acht Truppentransportern und Versorgungsschiffen des MARCOM-Typs P2-SE2-R1 in Auftrag gegeben. Alle Schiffe dieser Baureihe waren daraufhin konzipiert, nach dem Ende des Krieges als Kombischiffe im Südamerikadienst eingesetzt zu werden. Die Einheiten des Typs P2-SE2-R1 erhielten Namen US-amerikanischer Admirale, wobei die spätere President Wilson anfangs den Namen Admiral F. B. Upham tragen sollte. Nachdem das Schiff am 27. November 1944 auf Kiel gelegt wurde, annullierte die U.S. Maritime Commission bereits am 16. Dezember 1944 den Bauauftrag. Der unvollendete Rumpf des Schiffes blieb bis zum Ende des Krieges aufgelegt. 1946 beschloss die American President Lines, das Schiff zusammen mit seinem ebenfalls noch unvollendeten Schwesterschiff President Cleveland zu in Bareboat-Charter zu übernehmen. Die President Wilson wurde am 24. November 1947 vom Stapel gelassen und am 27. April 1948 auf der Strecke von San Francisco nach Hongkong in Dienst gestellt.

## American President Lines
Das Schiff blieb ohne größere Zwischenfälle bis 1960 im Dienst. Anschließend wurde es in San Francisco modernisiert. 1962 wechselte die President Wilson auf die Strecke von San Francisco nach Yokohama. Am 3. Februar 1964 rettete das Schiff 18 Überlebende des unter der Flagge Liberias stehenden Frachters AGIA ERINI L., der auf dem Weg nach Tokio bei rauer See in zwei Teile gebrochen und später gesunken war. Trotz der widrigen Umstände ließ die President Wilson ein Beiboot mit mehreren Mann Besatzung zu Wasser, um die Schiffbrüchigen aus dem Wasser zu holen. Für diese Leistung erhielten das Schiff und seine Besatzung den Gallant Ship Award der United States Merchant Marine. 1970 wurde die President Wilson wegen sinkender Passagierzahlen ausgemustert und zum Verkauf angeboten.

## Weiterer Verbleib
Neuer Eigner wurde 1973 der in Hongkong ansässige Reeder C. Y. Tung (1912–1982), der das Schiff in Oriental Empress umbenannte. Das Schiff wurde zwei Jahre lang als Passagierschiff in ganz Asien eingesetzt, bis es 1975 ausgemustert wurde. Trotz eines Besitzerwechsels 1976 kehrte das mittlerweile veraltete Schiff nicht wieder in den Dienst zurück. 1984 wurde es an Loy Kee Shipbreakers in Hongkong verkauft, wo es verschrottet wurde.